# Y Combinator

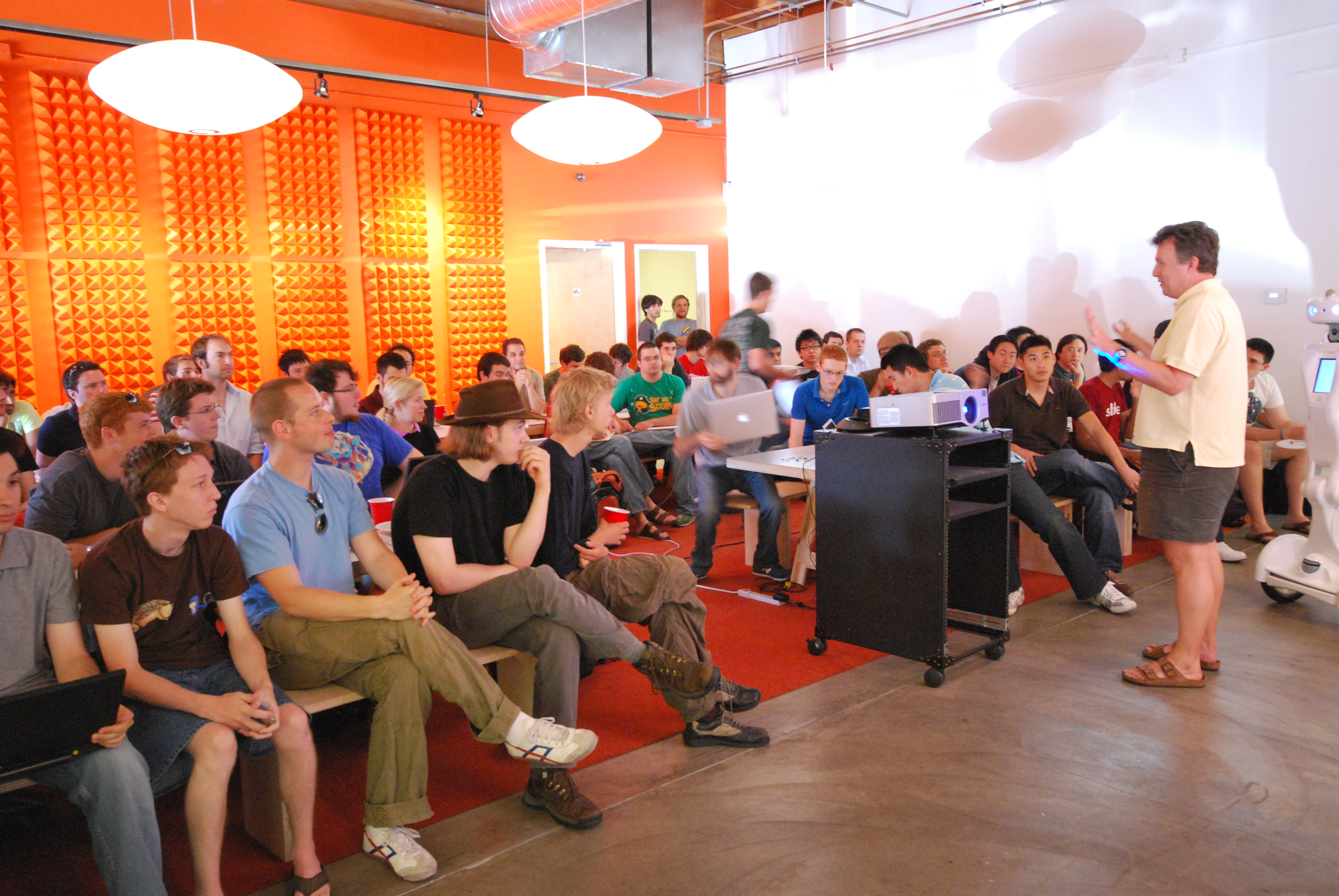
Unternehmensgründer Paul Graham während der Veranstaltung Prototype Day im Jahre 2009

Y Combinator ist ein im März 2005 gegründetes US-amerikanisches Gründerzentrum mit Sitz in San Francisco, Kalifornien. Y Combinator nimmt Jahr für Jahr einen Spitzenplatz unter US-amerikanischen Gründungszentren ein.

## Geschichte
Das Unternehmen wurde 2005 von Paul Graham, Robert Tappan Morris, Trevor Blackwell und Jessica Livingston gegründet. Y Combinator versorgt Startups in der Gründungsphase für einen Zeitraum von drei Jahren mit Geld, Ratschlägen und Kontakten und verlangt dafür 6 % Firmenanteile. Bis 2013 hat Y Combinator 500 Firmen in über 30 verschiedenen Marktsegmenten bei der Gründung geholfen, darunter Brex Inc., Coinbase, Scribd, reddit, Airbnb, Justin.tv, 280 North, Heroku, OMGPOP, OpenSea, Loopt, Cloudkick, Zecter, Wufoo, Dropbox und Disqus. Der Gesamtwert der durch Y Combinator geförderten Unternehmen wurde im Jahr 2012 auf 7,8 Milliarden US-Dollar geschätzt, was einem Durchschnittswert von 45,2 Millionen US-Dollar pro Firma entsprach. Zusätzlich betreibt Y Combinator die Website und Community Hacker News.
Sam Altman war von 2014 bis 2019 CEO von Y Combinator. Peter Thiel hat 2015 eine Partnerschaft mit Y Combinator eingegangen, diese ist inzwischen jedoch aufgelöst.
Das Unternehmen bediente sich bei der Namenswahl eines gleichnamigen Ausdrucks aus dem Lambda-Kalkül, den man auch Fixpunkt-Kombinator nennt.
Seit Januar 2022 werden Startups mit 500.000 US-Dollar unterstützt.